# Родопска ръж
Родопската ръж (Secale rhodopaeum) е вид растения от семейство Житни (Poaceae).
Ендемит са за България. Таксонът е описан за пръв път от Димитър Делипавлов през 1962 година и е наречен на Родопите.